# Mahiro Yoshinaga
Mahiro Yoshinaga (吉長 真優 Yoshinaga Mahiro?), född 20 mars 2002 i Tokyo prefektur, är en japansk fotbollsspelare.
Yoshinaga började sin karriär 2020 i Júbilo Iwata.